# Фостен-Арканж Туадера
Фостен-Арканж Туадера (фр. Faustin-Archange Touadéra; 21. април 1957) централноафрички је политичар и академик који од 2016. године обавља функцију председника Централноафричке Републике.

## Биографија
Рођен је у Бангију из чије околине потичу и његови родитељи. Докторирао је математику 1986. године. Године 1987. постао је помоћник предавача математике на Универзитету у Бангију и био је продекан Природно-математичког факултета од 1989. до 1992. године.
Дана 22. јануара 2008. године тадашњи председник Франсоа Бозизе поставио га је на место премијера државе.
Након победе на председничким изборима који су се одржали крајем 2015. и почетком 2016. године, 30. марта 2016. је преузео функцију председника.